# آبشار هورکالو
هورکالو (به اوکراینی: Гуркало) آبشاری است با ارتفاع ۶ متر در استان لووف اوکراین که در مسیر رود ویلیکا ریچکا قرار دارد.